# Cabras (Itália)
Cabras é uma comuna italiana da região da Sardenha, província de Oristano, com cerca de 8.703 habitantes. Estende-se por uma área de 102 km², tendo uma densidade populacional de 85 hab/km². Faz fronteira com Nurachi, Oristano, Riola Sardo.